# Pere Riba (motorcoureur)
Pere Riba Cabana (Matadepera, 2 mei 1969) is een Spaans voormalig motorcoureur.

## Carrière
Riba maakte zijn internationale motorsportdebuut in 1993, toen hij deelnam aan de tweede seizoenshelft van de 250 cc-klasse van het wereldkampioenschap wegrace op een Honda. Drie zeventiende plaatsen waren zijn beste klasseringen, waardoor hij geen kampioenschapspunten scoorde. In 1995 reed hij een volledig seizoen in deze klasse op een Aprilia. Hij behaalde zijn beste resultaat met een zestiende plaats in de seizoensopener in Australië en scoorde hierdoor wederom geen punten. Aan het eind van het jaar debuteerde hij in de Thunderbike Trophy op een Honda op het Circuit de Catalunya en eindigde hierin op het podium. In 1996 reed hij een volledig seizoen in deze klasse, opnieuw bij Honda, en eindigde hij tweemaal op het podium op de A1 Ring en het Circuit de Catalunya, waardoor hij met 53 punten achtste werd in de eindstand. Tevens debuteerde hij dat jaar in het wereldkampioenschap superbike, waarin hij op een Honda als wildcardcoureur uitkwam in de races op Albacete. In de eerste race kwam hij niet aan de finish, terwijl hij in de tweede race achttiende werd.
In 1997 maakte Riba zijn debuut als fulltime coureur in het WK superbike op een Honda. Hij kende een redelijk seizoen, met drie negende plaatsen op Phillip Island en Misano (tweemaal) als beste resultaten. Met 69 punten werd hij veertiende in het klassement. In 1998 stapte hij over naar de wereldserie Supersport, waarin hij voor Ducati reed. Hij behaalde twee podiumfinishes in Albacete en Nürburg en werd met 78 punten zevende in het kampioenschap. In 1999 werd de klasse vervangen door een officieel wereldkampioenschap, waar Riba in uitkwam voor Honda. Hij behaalde een podiumplaats in Albacete en werd met 50 punten dertiende in de eindstand.
In 2000 bleef Riba actief in het WK Supersport bij Honda. Opnieuw stond hij op het podium in de Spaanse ronde, die ditmaal werd gehouden in Valencia, en werd zo wederom dertiende in het eindklassement met 44 punten. In 2001 begon hij het seizoen sterk met zijn eerste zege in Valencia, maar in de rest van het jaar behaalde hij alleen in Oschersleben het podium. Met 94 punten werd hij zesde in de eindstand.
In 2002 maakte Riba zijn debuut in de MotoGP-klasse van het WK wegrace op een Yamaha. Hij nam hier de plek over van Àlex Crivillé, die vanwege gezondheidsproblemen zijn motorsportcarrière moest beëindigen. Riba nam deel aan tien van de zestien races, en werd in de overige races vervangen door José Luis Cardoso. Een dertiende plaats in Zuid-Afrika was zijn beste resultaat en hij eindigde met 4 punten op plaats 27 in het kampioenschap. In 2003 keerde hij terug naar het WK Supersport, waarin hij op een Kawasaki reed. Twee zesde plaatsen in Oschersleben en Magny-Cours waren zijn beste resultaten en hij werd met 59 punten elfde in de eindstand.
In 2004 stapte Riba over naar het Brits kampioenschap Supersport, waarin hij twee podiumplaatsen behaalde en met 128 punten vierde werd in het klassement. Ook reed hij dat jaar in de WK Supersport-race op Silverstone voor Kawasaki met een zevende plaats als resultaat. In 2005 won hij twee races in de Britse klasse, maar zakte hij desondanks naar de vijfde plaats met 155 punten. Ook keerde hij terug in het WK superbike als eenmalige vervanger van Mauro Sanchini tijdens de races op Brands Hatch, waarin hij veertiende en twaalfde werd. In 2006 behaalde hij een podiumplaats in de Britse klasse en werd hij zevende in de rangschikking met 73 punten. In het WK Supersport nam hij deel aan de race in Silverstone voor Kawasaki, waarin hij vierde werd.
In 2007 reed Riba voor het eerst sinds 2003 een volledig seizoen in het WK Supersport bij Kawasaki. Een vijfde plaats in de seizoensopener in Losail was zijn beste klassering en hij werd met 37 punten negentiende in het kampioenschap. Aan het eind van het seizoen maakte hij bekend om te stoppen als motorcoureur, aangezien hij door Kawasaki was aangenomen als de nieuwe testcoureur van de sportversie van hun ZX-6R-machine. In deze hoedanigheid maakte hij in 2009 een korte comeback als racecoureur, toen hij een podiumplaats behaalde in het Japans kampioenschap Superstock.